# Елінвар
Елінвар (від дав.-гр. elastos — еластичний, пружний та лат. invariabilis — сталий, незмінний) — загальна назва групи прецизійних сплавів на залізонікелевій основі, пружні властивості яких мало залежать від температури. Марка сплаву за ГОСТ 10994-74 — 36НХТЮ.

## Історична довідка
Сплав  заліза (Fe) і нікелю (Ni) із сталими пружними властивостями у широкому діапазоні температур, що отримав назву «елінвар» було створено наприкінці 1890-х Шарлем Едуаром Гійомом (фр. Charles Édouard Guillaume), швейцарсько-французьким фізиком, котрий також створив сплав інвар, що характеризувався аномально дуже низьким коефіцієнтом теплового розширення. У 1920 році Гійом отримав Нобелівську премію у галузі фізики за відкриття цих властивостей залізо-нікелевих сплавів, що свідчить про їх високу значимість.

## Характеристики
Фізична природа аномалії пружних властивостей елінвару — магнітна, тому при температурі, вищій за точку Кюрі, аномалія щезає. Основні причини аномалії: зменшення сил зв'язку в кристалічній ґратці при переході в магнітний стан і зміна магнітної доменної структури при деформації ґратки.
Фізико-механічні властивості:
- модуль Юнга — 1,86...1,96·105 МПа;
- твердість — HB 330...350;
- границя текучості — 800...1000 МПа;
- границя міцності — 1150...1250 МПа.

## Склад
Склад сплаву 36НХТЮ в % від загальної маси
| Fe        | Ni       | Cr          | Ti          | Al          |
| --------- | -------- | ----------- | ----------- | ----------- |
| 56...59 % | 35..37 % | 11,5...13 % | 2,7...3,2 % | 0,9...1,2 % |

На початках був відомий лише бінарний сплав типу елінвар, що містив 45 % нікелю (решта залізо), у подальшому розроблені елінвари, леговані хромом, молібденом або вольфрамом. Доменну структуру закріпляють за допомогою дисперсійного тверднення, для чого у сплав вводять один із елементів: Ti, Al, Nb або Be.

## Застосування

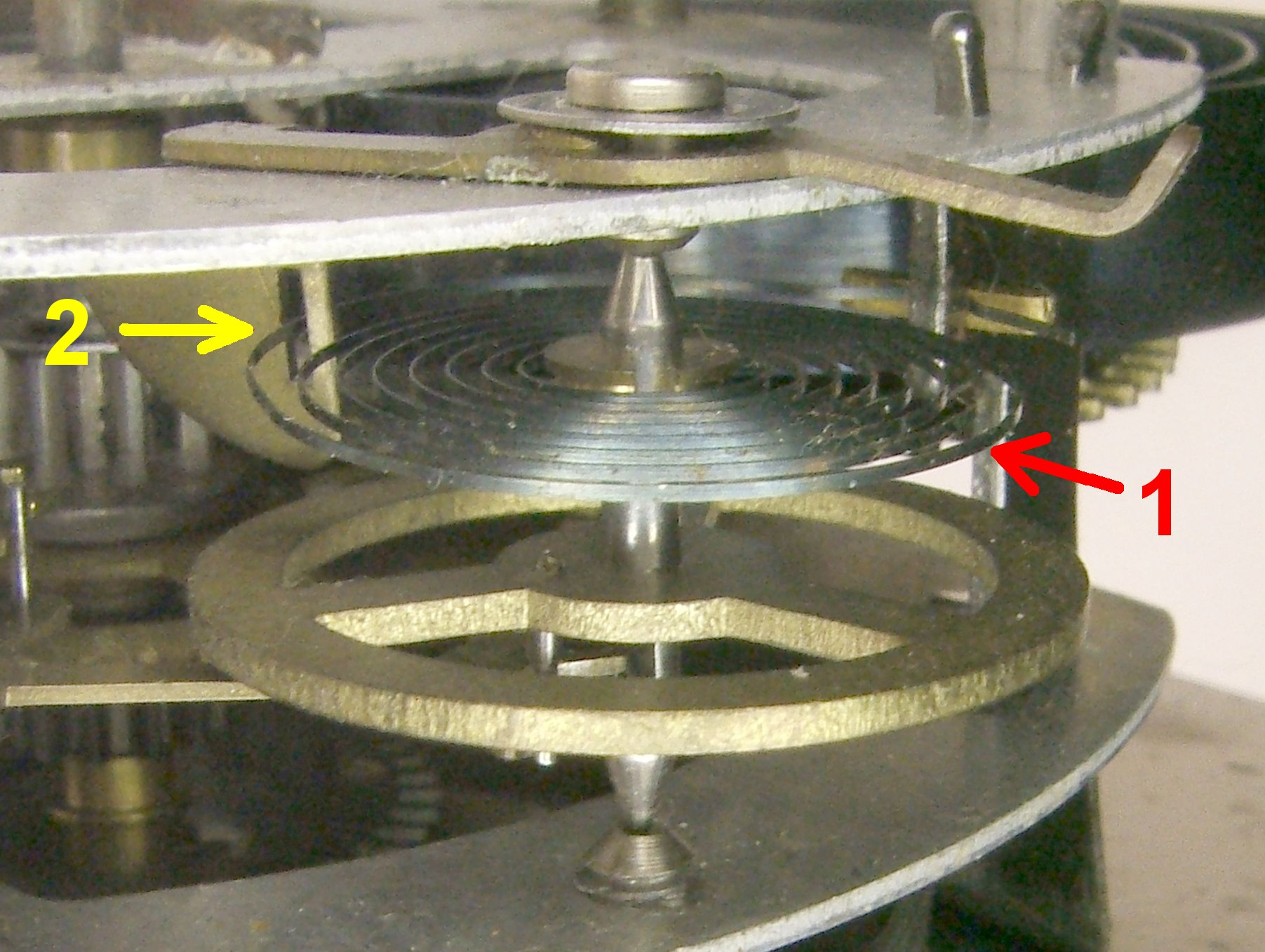
Спіральна пружина (1) годинникового механізму, виготовлена з елінвару

Елінвар використовують для виготовлення годинникових волосків (спіральних пружин), ультразвукових ліній затримок, резонаторів електромеханічних фільтрів, мембран, пружин та інших деталей, від яких вимагаються пружні властивості, що не залежать від температури і працюють при температурах до 250 °C.